# 吳心午
吳心午（1966年—）是台灣音樂劇導演，作曲家。跨性別男性，是台灣第一位公開發表跨男心路歷程的跨性别人士。由於坦然面對自己的跨性别身分，讓他博得「劇場飆哥」的名號。

## 生平
吳心午的原生為雌激素性征，但從小就不適應女性生活，小學二年級時曾經做過一個夢，夢中的他與妻兒氣氛融洽，因此他從小便認為自己是男性。吳心午在13歲時前往奧地利學習音樂，於國立維也納音樂暨表演藝術學院完成學業。就學期間接觸到一本介紹變性人的書，得知性別是可以改變的，但他的雙親反對他變性，因此只能壓抑變性的念頭。吳心午在34歲時決定變性，返台後蒐集變性手術相關資料，經過臺北榮總精神科醫師鑑定確認為「原發性變性欲」後，透過手術切除乳房和女性內外生殖器，使用左小腿的肌肉製作人工陰莖並進行陰莖成形術，並在之後取得男性身分證，成為男性。手術結束後，他在床上休息三個月，並定期施打賀爾蒙。而在變性過後，他的雙親也已經接受他變性的事實。
他於2004年11月28日由性別人權協會及中央大學性／別研究室合辦的跨性別議題研討會中表示「跨性別的道路很辛苦，因此變性人一定要是全世界最愛自己的人」，也勸誡想進行變性手術的人一定要先對未來人生有所規劃建議進行變性手術。